# Polineuropatia
Una polineuropatia és un trastorn neurològic que es produeix quan diversos nervis perifèrics s'afecten al mateix temps. Pot ser aguda (i apareixen sense previ avís) o crònica (i es desenvolupen gradualment durant un període llarg de temps). En la majoria de les polineuropaties hi ha una afectació motriu i també una participació sensorial, i algunes també inclouen disfunció del sistema nerviós autònom. Aquests trastorns solen ser simètrics i sovint afecten els peus i les mans, causant debilitat (parèsia), pèrdua (parestèsia) i/o trastorn (disestèsia) de la sensibilitat. Diverses malalties poden causar polineuropatia.

## Causes
Les formes agudes, poden tenir diverses causes, com algunes infeccions, reaccions autoimmunes, toxines, certs medicaments o alguns càncers.
Les formes cròniques, sovint causades per la diabetis mellitus o per l'ús excessiu d'alcohol (polineuropatia alcohòlica), però hi ha una varietat d'altres causes conegudes menys habituals, com les deficiències nutricionals, i la insuficiència hepàtica o renal.